# Mkharek
Le mkharek  (arabe : مخارق) est une spécialité de la cuisine tunisienne traditionnelle préparée typiquement à Béja.
Le mkharek est un beignet au miel vendu toute l'année, en particulier durant le mois de ramadan. Selon les recettes, le mkharek est fait d'une pâte molle et légère de farine, de smen, de levure et d'œufs entiers battus. La pâte est longuement travaillée puis laissée à lever jusqu'à 24 heures. Ensuite, des beignets ronds sont préparés et dorés dans une friture très chaude. Égouttés, ils sont ensuite trempés dans du miel ou dans un épais sirop de sucre.
Il en existe deux variétés :
- le mkharek ordinaire, fabriqué à partir de semoule, de farine, de beurre et d'huile ;
- le mkharek spécial, surnommé en arabe tunisien maadhba (celui qui endure des souffrances) du fait qu'il exige beaucoup d'efforts pour sa fabrication, fabriqué avec des ingrédients spécifiques dont le smen, le miel et les œufs.

De nos jours, le mkharek est le gâteau de référence du ramadan, apprécié partout en Tunisie.